# Internati Militari Italiani
(Sergente Francesco "Ceco" Baroni, internato in Germania, in Mario Rigoni Stern: Soldati italiani dopo il settembre 1943, FIAP, Roma 1988, pag. VI)

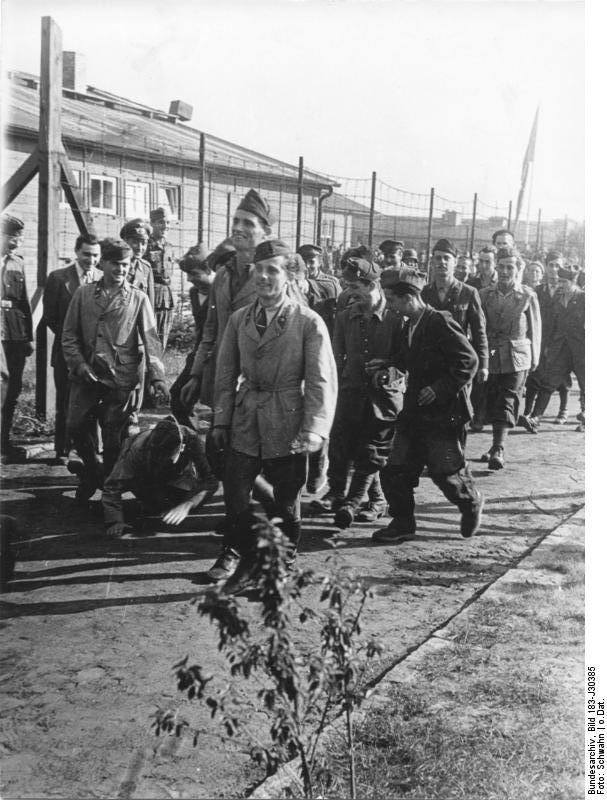
Campo di internamento per militari italiani catturati dai tedeschi dopo l'Armistizio dell'8 settembre 1943. Foto di propaganda di guerra nazista proveniente dal Deutsches Bundesarchiv, firmata "Schwahn".

Internati Militari Italiani (in tedesco Italienische Militärinternierte - IMI) è la definizione attribuita dalle autorità tedesche ai soldati italiani catturati, rastrellati e deportati nei territori della Germania nazista nei giorni immediatamente successivi all'armistizio di Cassibile e al proclama Badoglio dell'8 settembre 1943 che ne rivelò la stipulazione.
Dopo il disarmo, soldati e ufficiali vennero posti davanti alla scelta di continuare a combattere nelle file dell'esercito tedesco o, in caso contrario, essere inviati in campi di detenzione in Germania. Circa 197.000 militari catturati scelsero, per convinzione o semplicemente per evitare la deportazione, di continuare la guerra a fianco delle potenze dell'Asse. Gli altri vennero considerati prigionieri di guerra. In seguito cambiarono status divenendo “internati militari” (per non riconoscere loro le garanzie delle Convenzioni di Ginevra), e infine, dall'autunno del 1944 alla fine della guerra, lavoratori civili, in modo da essere utilizzati come manodopera coatta senza godere delle tutele della Croce Rossa loro spettanti.
I 600.000 militari non furono i soli italiani a popolare i campi di concentramento e di lavoro nazisti. La condizione peggiore fu riservata agli 8.564 deportati per motivi razziali (quasi tutti ebrei), che furono condotti a morire ad Auschwitz e di cui solo in piccola parte furono selezionati per il lavoro coatto (ne moriranno 7.555, quasi il 90%). Ad essi si aggiungono almeno altri 23.826 deportati politici italiani (22.204 uomini e 1.514 donne) i quali non erano condotti direttamente nelle camere a gas, ma erano condannati a morire di sfinimento attraverso le durissime condizioni di lavoro (ne morranno 10.129, circa la metà).  I militari invece che non vollero arrendersi e che vollero continuare la guerra a fianco degli Alleati vennero organizzati in nuove forze cobelligeranti (Esercito cobelligerante italiano, Marina Cobelligerante Italiana e Aeronautica Cobelligerante Italiana).

## L'atteggiamento tedesco
Nei documenti tedeschi, il proposito di catturare tutti i militari italiani in caso di defezione dell'alleato si manifesta almeno fin dal 28 luglio 1943. Il proposito è di farne "prigionieri di guerra". Il 20 settembre è proprio Hitler a intervenire d'arbitrio affinché la condizione giuridica degli italiani sia ridotta da "prigioniero" a "internato", e questo nonostante l'avvenuta liberazione di Mussolini dalla prigionia su Gran Sasso e la conseguente immediata proclamazione di uno Stato fascista nei territori italiani occupati dalla Wehrmacht.
La derubricazione da "prigionieri" a "internati" implicava la sottomissione dei deportati a un regime giuridico non convenzionale secondo gli accordi di Ginevra del 1929, e - sebbene formalmente riconosciuti da altre convenzioni - gli "internati" in realtà venivano a trovarsi in un limbo giuridico legato all'arbitrio totale di Berlino. Il 20 novembre 1943, infatti, il responsabile tedesco respinge le richieste della Croce Rossa Internazionale di poter assistere gli internati perché essi "non erano considerati prigionieri di guerra"
I tedeschi infatti consideravano gli italiani "traditori" poiché il governo italiano aveva siglato un armistizio con gli anglo-americani (l'armistizio di Cassibile, annunciato dal proclama Badoglio dell'8 settembre 1943). Le truppe internate furono spregiativamente definite Badoglio-truppen dai tedeschi e reputate infide. Inoltre non era estraneo alle decisioni tedesche anche un fondo di razzismo anti-italiano, come testimonia il diario di Goebbels. Infine Hitler, nonostante la personale amicizia con Mussolini, non intendeva rinunciare a quella che - nei fatti - si rivelava un'ulteriore arma di ricatto verso l'Italia mussoliniana: sostanzialmente si trattava di avere in mano 800.000 ostaggi.
Al momento della proclamazione dell'Armistizio, l'Italia e la Germania non si potevano considerare formalmente in guerra, cosicché i soldati italiani, definiti giuridicamente dai tedeschi "franchi tiratori", furono catturati e internati sotto un regime legale non convenzionale. Dopo la creazione della RSI - non intendendo riconoscere al Regno d'Italia legittimità nel dichiarare guerra alla Germania, il 70% degli ufficiali e il 78% dei soldati internati non prestarono giuramento alla Repubblica Sociale, rimanendo fedeli al giuramento fatto al Re - furono lasciati dalle autorità naziste in campi e installazioni "punitive". In particolare, gli ufficiali superiori e i generali furono sottoposti a durissime vessazioni e crudeltà, fra le quali si ricorda particolarmente la marcia dei generali, una "marcia della morte", mentre ripiegavano dalla prigionia in Polonia, costellata di vittime.
Le autorità del Terzo Reich, inoltre, vedevano nella cattura di centinaia di migliaia di italiani una preziosa risorsa di manodopera sfruttabile a piacere. Per questo motivo ostacolarono ogni tentativo da parte della Repubblica Sociale di riportare in Italia grossi contingenti di internati e sabotarono anche il reclutamento dei volontari, cosicché il loro numero fra gli internati rimase estremamente basso.
In tutto, vennero formate quattro divisioni:
1ª Divisione Bersaglieri Italia,
2ª Divisione Granatieri Littorio,
3ª Divisione fanteria di marina San Marco,
4ª Divisione Alpina Monterosa,
per circa 62.500 effettivi tra truppa e ufficiali.
Tuttavia si nota che - con una delle tante improvvise resipiscenze di Hitler - già il 15 ottobre 1943 il führer ordinava di reclutare battaglioni di "milizia" fra gli internati italiani, prima ancora dell'arrivo della missione militare della RSI a Berlino, contemporaneamente disponendo di "isolare" e "mettere al sicuro" coloro i quali facessero propaganda contraria all'arruolamento nelle nuove formazioni
Gli internati furono così impiegati nei campi e nelle fattorie, nelle industrie belliche (alcuni anche nella produzione di V2, incarico nel quale moltissimi persero la vita in condizioni disumane di lavoro), nei servizi antincendio delle città bombardate.
Secondo Lutz Klinkhammer il rifiuto di accettare l'aiuto della Croce rossa internazionale per i militari italiani internati in Germania fu basato sul pretesto che la Repubblica Sociale Italiana si era autodichiarata loro "potenza tutelatrice", il che portò a un netto peggioramento delle loro condizioni. Tale situazione diplomatico-istituzionale condizionò negativamente la vita di centinaia di migliaia di italiani, molti dei quali morirono in prigionia. Secondo Klinkhammer questo episodio, come altri, testimonia la natura collaborazionista e persecutoria della RSI.

## I rapporti con la RSI
Nonostante poi la creazione della RSI, legata a doppio filo con il Terzo Reich, l'atteggiamento tedesco nei confronti degli internati si mantenne rigido, e ben pochi miglioramenti vennero apportati alle condizioni di vita di questi soldati. Secondo lo Schreiber le condizioni giuridiche e reali degli internati furono tali che essi meriterebbero meglio l'appellativo di "schiavi militari".
Nei fatti, l'azione personale di Mussolini, di suo figlio Vittorio e dell'ambasciatore repubblicano a Berlino Filippo Anfuso, si risolse in un mezzo fallimento: la missione militare di Rodolfo Graziani, tesa a convincere la Germania a favorire la costituzione di 25 divisioni italiane coi militari internati riuscì a ottenere solo il permesso di reclutamento fra gli ufficiali, con criteri insindacabili di scelta. Il 26 ottobre, in uno sfogo telefonico, il generale Canevari, comandante della missione militare RSI in Germania, aveva risposto all'ennesimo rifiuto da parte di Keitel di voler concedere alla RSI di procedere ad arruolamenti volontari, "mi sentirei disonorato se fra tanti internati non si trovassero cinquantamila volontari".
Finalmente, nell'estate del 1944, con l'incontro fra il dittatore tedesco e quello italiano in Germania, Mussolini riuscì a ottenere da Hitler la conversione degli IMI in "lavoratori civili", mitigandone le condizioni di vita. Agli ex-IMI tuttavia non fu concesso di rientrare in Italia. La memorialistica dei reduci e le carte dell'ambasciata italiana a Berlino conservate presso la National Archives and Records Administration di College Park (Stati Uniti) dimostrano come stenti, vessazioni e abusi fossero pane quotidiano anche per i soldati che ottennero lo status di "lavoratore militarizzato".

## Condizioni di vita e di lavoro
I soldati italiani vennero avviati al lavoro coatto nell'industria bellica (35,6%), nell'industria pesante (7,1%), nell'industria mineraria (28,5%), nell'edilizia (5,9%) e nel settore alimentare (14,3%).
Le condizioni di lavoro degli IMI erano estremamente disagevoli. L'orario settimanale nell'industria pesante era in media di 57,4 ore, nelle miniere di 52,1 (circa nove ore giornaliere), ma spesso si aggiungevano turni lavorativi domenicali. Le professionalità più richieste erano gli operai specializzati, gli elettricisti, gli artigiani e i meccanici, mentre molti dei non specializzati erano utilizzati nei lavori agricoli. Il luogo di lavoro poteva distare dal campo di internamento dai due ai sei chilometri, sovente da percorrersi a piedi.
A fronte di un intenso impegno lavorativo non corrispondeva un'alimentazione adeguata. Dai racconti dei reduci si apprende che era prassi comune cercare bucce di patate e rape nelle immondizie, o cacciare piccoli animali come topi, rane e lumache per integrare le magre razioni. Gli internati, secondo le testimonianze, avrebbero dovuto ricevere un salario spettante ai prigionieri di guerra sottoposti a lavoro coatto secondo le Convenzioni internazionali, ma quel salario veniva indicato solo sulla carta e mai corrisposto. Era quasi impossibile procurarsi prodotti per l'igiene personale oppure tabacco da usare a fini personali o come merce di scambio con le guardie.
La vita quotidiana era scandita da numerosi controlli e ispezioni e frequenti erano le punizioni anche di carattere corporale con percosse che in alcuni casi provocavano lesioni mortali. Non infrequenti erano le punizioni collettive benché ufficialmente vietate come anche l'inasprimento delle condizioni lavorative o la riduzione del vitto. Gli alloggi consistevano in baracche prive di servizi igienici che ospitavano brande di due o tre piani. A ogni internato veniva assegnato un pagliericcio e due coperte corte.
Anche l'abbigliamento era insufficiente, gli internati disponevano perlopiù della divisa con la quale erano stati catturati. Cosicché quelli che provenivano dal fronte greco o balcanico indossavano divise estive, inadatte all'inverno tedesco. La malattia era spesso una conseguenza delle dure condizioni di vita. Le patologie principali erano la tubercolosi, polmonite, pleurite e disturbi gastro-intestinali. In alcuni lager scoppiarono anche epidemie di tifo.
L'unico canale di comunicazione tra il mondo esterno e gli IMI era rappresentato dal settimanale La Voce della Patria, pubblicato a Berlino dall'ottobre 1943 al settembre 1944. Il periodico cercava di mobilitare il sostegno alla RSI tra gli internati italiani, sostenendo che le azioni tedesche nei confronti dei soldati italiani fossero giustificate.
Fra gli IMI si articolò ben presto anche una rete di resistenza, anche solo in modo "passivo" vista la situazione coercitiva, contro il nazismo e il fascismo. Furono organizzate cellule e perfino delle radio clandestine.

## Numero degli internati e perdite
Lo storico tedesco Gerhard Schreiber calcola il numero degli internati militari italiani in circa 800 000. Marco Palmieri e Mario Avagliano forniscono dati più dettagliati:
Al netto delle vittime, dei fuggiaschi e degli aderenti della prima ora, nei campi di concentramento del Terzo Reich vennero dunque deportati circa 710.000 militari italiani con lo status di IMI e 20.000 con quello di prigionieri di guerra. Entro la primavera del 1944, altri 103.000 si dichiararono disponibili a prestare servizio per la Germania o la RSI, come combattenti o come ausiliari lavoratori. In totale, quindi 600.000 militari rifiutarono di continuare la guerra al fianco dei tedeschi»
Non è stato stabilito ufficialmente il numero degli IMI deceduti durante la prigionia. Gli studi in proposito stimano cifre che oscillano tra 37 000 e 50 000. Fra le cause dei decessi vi furono:
- la durezza e pericolosità del lavoro coatto nei lager (circa 10.000 deceduti);
- le malattie e la malnutrizione, specialmente negli ultimi mesi di guerra (circa 23.000);
- le esecuzioni capitali all'interno dei campi (circa 4.600);
- i bombardamenti alleati sulle installazioni dove gli internati lavoravano e sulle città dove prestavano servizio antincendio (2.700);
- altri 5-7000 perirono sul fronte orientale.

### Navi affondate mentre trasportavano prigionieri italiani dopo l'Armistizio
- Gaetano Donizetti, 23 settembre 1943, Rodi, 1.796 vittime[23], affondato dal cacciatorpediniere britannico HMS Eclipse.
- Ardena, 27 settembre 1943, Argostoli, 779 vittime, affondato da una mina.
- Mario Roselli, 11 ottobre 1943, Corfù, 1.302 vittime, attacco aereo britannico.
- Maria Amalia, 13 ottobre 1943, Cefalonia, 544 vittime, affondato da una mina o silurato da un sommergibile britannico (HMS Unruly o HMS Trooper).
- Sinfra, 20 ottobre 1943, Creta, 2.098 vittime, attacco aereo britannico e statunitense.
- Aghios Antonios - Kal 89, 19 novembre 1943, Scarpanto, 110 vittime, silurato dal sommergibile polacco ORP Sokół.
- Leda, 2 febbraio 1944, Amorgos, 780 vittime, attacco aereo britannico.
- Petrella, 8 Febbraio 1944, Suda, 2.670 vittime, silurato dal sommergibile britannico HMS Sportsman.
- Oria, 12 febbraio 1944, Capo Sounion, 4.074 vittime, naufragato in una tempesta.
- Sifnos, 4 marzo 1944, Milo, 70 vittime, attacco aereo britannico.
- Tanais, 9 giugno 1944, Santorini, 213 vittime, silurato dal sommergibile britannico HMS Vivid.

Fonti: 
1. Con la pelle appesa a un chiodo, su conlapelleappesaaunchiodo.blogspot.com. URL consultato il 4 novembre 2019.
2. Navi affondate in Grecia con prigionieri italiani imbarcati (DOCX), su difesa.it. URL consultato il 4 novembre 2019.

## Fatti di eroismo
Molti internati militari italiani furono protagonisti di fatti o episodi eroici verso altri compagni, nella fede verso la Patria, sempre rifiutando la collaborazione con il nazismo, la R.S.I. e i tedeschi.
Tra questi si ricordano:
- 44 eroi di Unterlüss
- Eccidio di Cefalonia
- Il generale Angelo Polli, che aiutò famiglie ebree a fuggire e fu torturato senza sosta per 20 mesi nei campi di concentramento[24]
- Teresio Olivelli

## Il ritorno in Italia
Alla fine della guerra risultavano 700.000 gli IMI in Germania e in Austria, oltre a 380.000 prigionieri in mano all'esercito britannico.
La maggior parte di essi ritornò in patria tra l'estate del 1945 e il 1946. Almeno 40 centri d'accoglienza furono creati nell'Italia settentrionale.
Furono le stazioni ferroviarie, e i centri d'accoglienza a esse collegati, di Modena, Bologna e Firenze, a smistare la gran massa dei rientranti. Il rientro avvenne su treni merci sovraccarichi. Il 6 giugno fu riaperta la ferrovia del Brennero, da cui cominciarono a defluire 3.000 italiani al giorno, numero che aumentò a 4.500 a partire da agosto. Nello stesso periodo furono riaperti i varchi svizzeri del San Gottardo e del Sempione, da cui defluirono molti altri ex internati.
Nel complesso, tra maggio e settembre 1945 furono rimpatriati 850.000 ex prigionieri italiani. Le autorità considerarono completo il rimpatrio di massa degli internati italiani alla fine di settembre 1945. A quella data circa l'80% degli IMI erano rientrati in Italia.
Alcune migliaia di ex IMI finirono nelle mani degli eserciti russo e iugoslavo e, anziché essere liberati, continuarono la prigionia per alcuni mesi dopo la fine della guerra. Le autorità sovietiche, in particolare, rilasciarono i prigionieri italiani solo a partire da settembre 1945. In quel mese ritornarono in patria 10.000 italiani, cui si aggiunsero altri 52.000 che partirono nel mese di ottobre.

## Rinvenimenti di salme
In un cimitero di guerra a Dresda sono state trovate le salme di 300 soldati italiani, che si presume siano stati internati nel campo di concentramento di Zeithain, in una zona militare in passato destinata all'addestramento di reparti corazzati sovietici; i corpi di altri internati militari italiani, che erano stati destinati a un lager i cui prigionieri venivano utilizzati in una fabbrica di armi, sono stati rinvenuti nelle fosse di Koselitz e Gröditz. Fra essi il tenente colonnello Michele Toldo, matricola di prigioniero 28195.

## Ex internati diventati personaggi noti

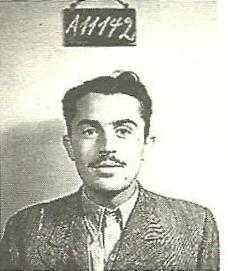
Tonino Guerra, detenuto nel campo d'internamento in Germania.

Giovannino Guareschi al tempo in cui era internato militare in Germania.

Tra gli IMI si annoverano alcune tra le maggiori personalità della cultura e della politica italiana del dopoguerra:
- Pino Arpioni
- Giuseppe Avolio
- Ernesto Caroli
- Antonio Cederna
- Paolo Desana
- Giovanni Giovannini
- Vittorio Emanuele Giuntella
- Silvio Golzio
- Giovannino Guareschi
- Tonino Guerra
- Giuseppe Lazzati
- Lino Manocchia[27]
- Gino Marinuzzi
- Antonino Meli
- Alessandro Natta
- Raffaele Pisu
- Roberto Rebora
- Edilio Rusconi
- Mario Rigoni Stern
- Luciano Salce
- Giuseppe Selmi
- Luigi Silori
- Gianrico Tedeschi